# أنوار البيان
أنوار البيان هو تفسير للقرآن الكريم مكون من خمسة مجلدات كتبه عاشق إلهي بولاندشهري. وقد كُتب باللغة الأردية.

## خلفية عن المؤلف
عاشق إلهي بولندشهري كان عالمًا توفي بالمدينة المنورة. وهو من تلاميذ زكريا الكاندهلوي. أقام في المدينة المنورة قرابة عقدين من الزمن وكرّس حياته لتعاليم القرآن والسنة. كما قام بالتدريس في العديد من المعاهد والمدارس التعليمية في الهند وباكستان.

## الترجمات
"لقد ترجمه مولانا إسماعيل إبراهيم بمهارة إلى اللغة الإنجليزية في جنوب أفريقيا، وحرره إسماعيل خاثرادا ومفتي أفضل حسين إلياس."

## طالع أيضًا
- تفسير الطبري لمحمد بن جرير الطبري
- تفسير ابن كثير لابن كثير (1301-1373م/747هـ).
- معالم التنزيل للحسن بن مسعود البغوي